# Jānis Krūmiņš
Jānis Krūmiņš (Raiskums, 1930. január 30. – Riga, 1994. november 20.) olimpiai ezüstérmes szovjet-lett kosárlabdázó.

## Pályafutása
1954 és 1964 között az SZKA Riga kosárlabdázója volt. 1955 és 1958 között négy szovjet bajnoki címet nyert sorozatban (1956-ban a Lett SZSZK válogatottja indult a bajnokságban). Három BEK-győzelmet ért el a rigai csapattal (1958, 1959, 1960). Pályafutását a VEF Rīga együttesében fejezte be (1964–1969).
1955-től volt a szovjet válogatott tagja. Részt vett az 1956-os melbourne-i, az 1960-as római és az 1964-es tokiói olimpián. Mind a három alkalommal ezüstérmes lett a csapattal. 1959 és 1963 között három Európa-bajnoki címet nyert a válogatott együttessel.

## Sikerei, díjai
- Olimpiai játékok
  - ezüstérmes (3): 1956, Melbourne, 1960, Róma, 1964, Tokió
- Európa-bajnokság
  - aranyérmes (3): 1959, 1961, 1963
- Szovjet bajnokság
  - bajnok (4): 1955, 1956, 1957, 1958
- Bajnokcsapatok Európa-kupája (BEK)
  - győztes (3): 1958, 1959, 1960
  - döntős: 1961